# تصویربردار عملیاتی زمین

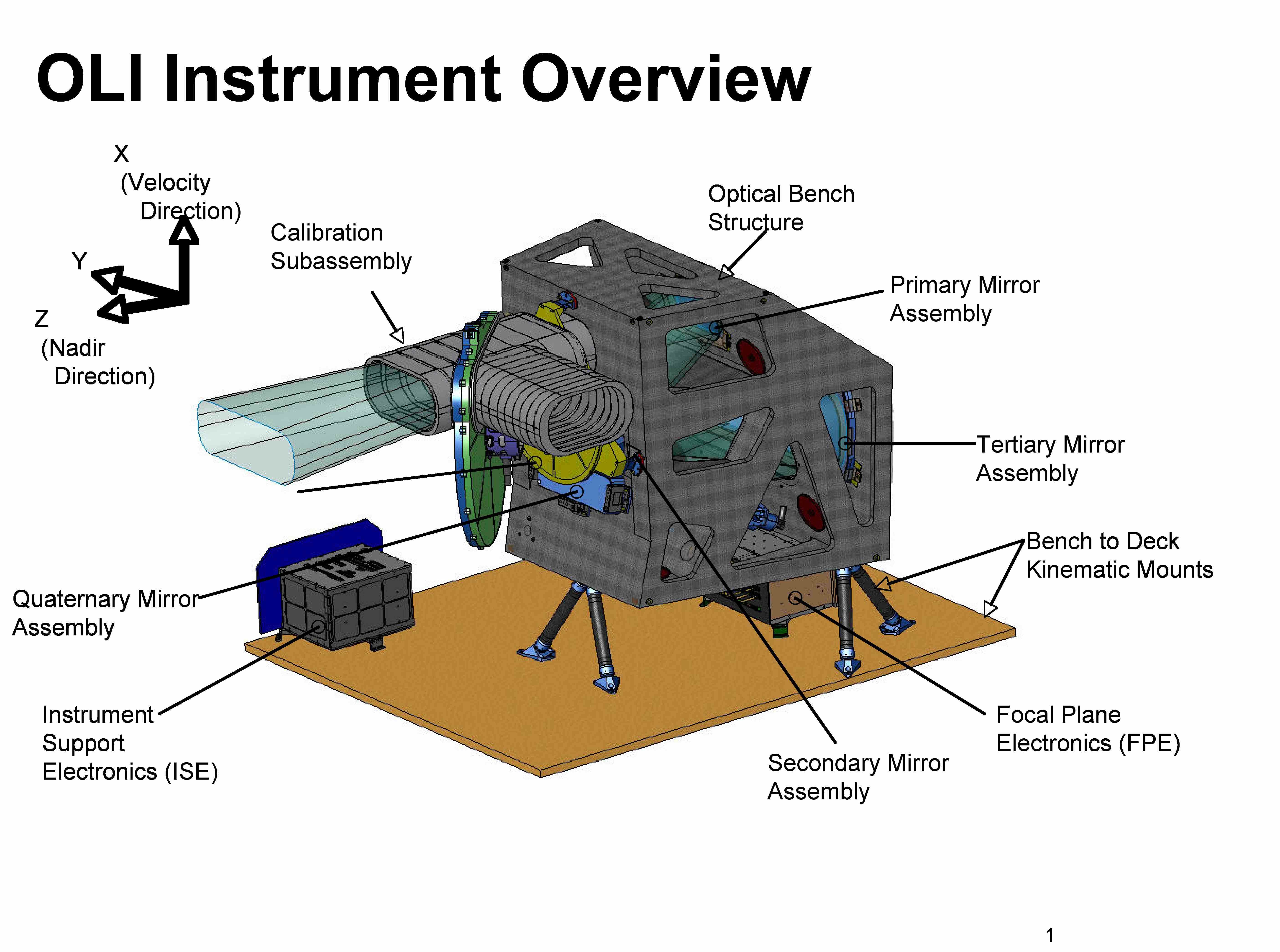
ساختار سنجنده OLI

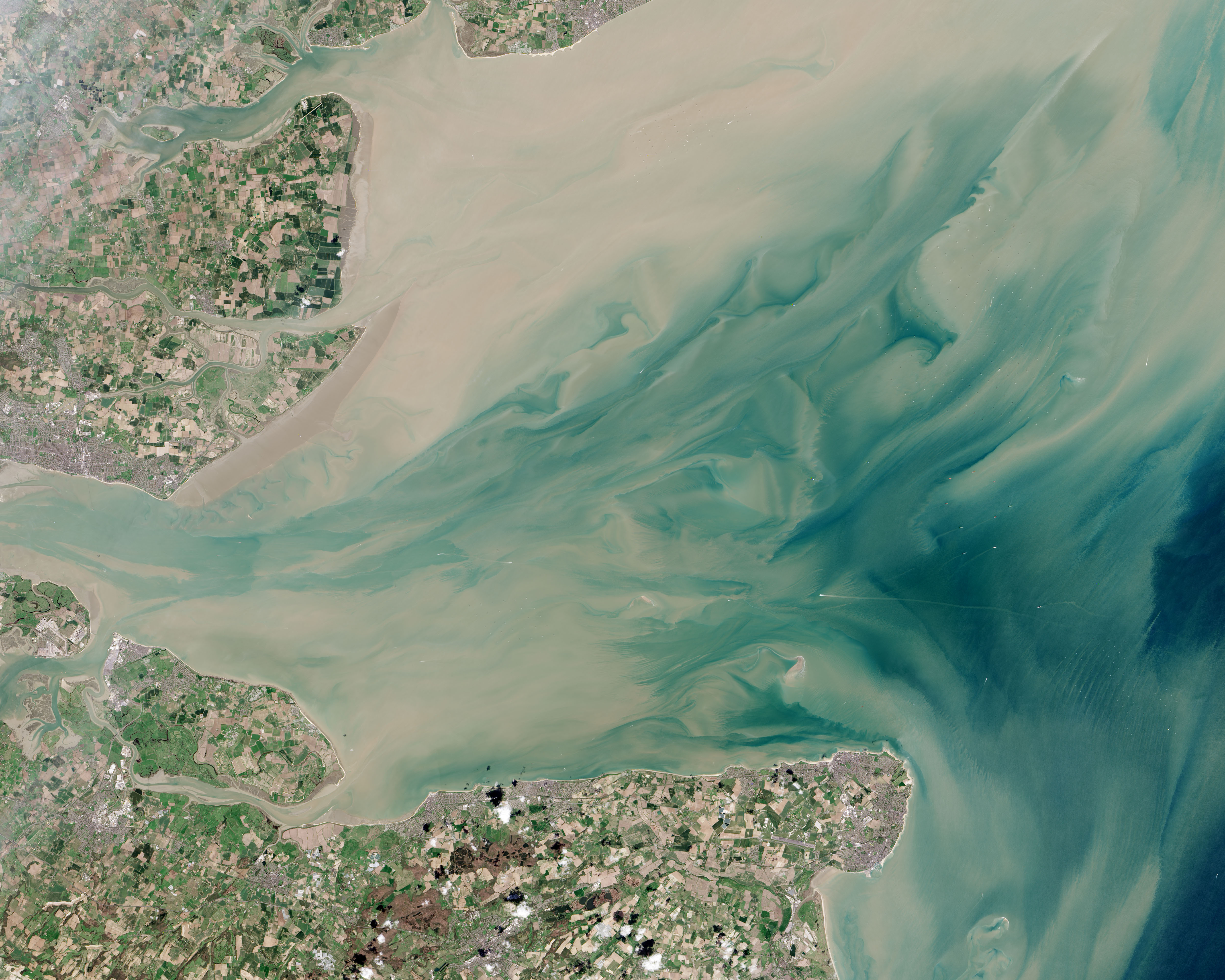
نمونه تصویر ماهواره‌ای برداشت‌شده توسط سنجنده OLI

تصویربردار عملیاتی زمین (انگلیسی: Operational Land Imager) که به اختصار OLI نامیده می‌شود، سنجنده نصب‌شده بر روی ماهواره لندست ۸ است که پس از لندست ۷ در سال ۲۰۱۳ به فضا پرتاب شد. این سنجنده از ۴ تلسکوپ آینه‌ای با آینه ثابت استفاده می‌کند.
| باند طیفی                    | طول موج (µm)  | تفکیک‌پذیری |
| ---------------------------- | ------------- | ---------- |
| باند ۱ - ساحلی، هواپخش       | ۰٫۴۳۳ – ۰٫۴۵۳ | ۳۰ متر     |
| باند ۲ - آبی                 | ۰٫۴۵۰ – ۰٫۵۱۵ | ۳۰ متر     |
| باند ۳ - سبز                 | ۰٫۵۲۵ – ۰٫۶۰۰ | ۳۰ متر     |
| باند ۴ - قرمز                | ۰٫۶۳۰ – ۰٫۶۸۰ | ۳۰ متر     |
| باند ۵ - فروسرخ نزدیک        | ۰٫۸۴۵ – ۰٫۸۸۵ | ۳۰ متر     |
| باند ۶ - طول‌موج کوتاه فروسرخ | ۱٫۵۶۰ – ۱٫۶۶۰ | ۳۰ متر     |
| باند ۷ - طول‌موج کوتاه فروسرخ | ۲٫۱۰۰ – ۲٫۳۰۰ | ۳۰ متر     |
| باند ۸ - پانکروماتیک         | ۰٫۵۰۰ – ۰٫۶۸۰ | ۱۵ متر     |
| باند ۹ - Cirrus              | ۱٫۳۶۰ – ۱٫۳۹۰ | ۳۰ متر     |